# Santa Bárbara (Antioquia)
Santa Bárbara – miasto w Kolumbii, w departamencie Antioquia.